# 関西看護医療大学
関西看護医療大学（かんさいかんごいりょうだいがく、英語: Kansai University of Nursing and Health Sciences）は、兵庫県淡路市志筑1456-4に本部を置く日本の私立大学。2006年創立、2006年大学設置。大学の略称は関西看護、関西看医、KKIなど。

## 沿革
- 2006年（平成18年）4月 - 「順心会看護医療大学」として開学。開学と同時に敷地内全面禁煙を実施。
- 2007年（平成19年）
  - 11月 - 社会人を対象とした公募推薦入試を開始。
- 2008年（平成20年）4月1日 - 「関西看護医療大学」に校名変更。
- 2013年（平成25年）
  - 大学院・看護学研究科を開設する。
  - 4月13日 - 兵庫県淡路島を震源とする淡路島地震で建物が損壊するなど、キャンパス内に大きな被害を受けた。地震後1週間は大学内への立ち入り禁止措置をとった。
- 2016年（平成28年）11月7日 - 淡路島名誉大使である桂文枝を招き創立10周年記念式典を挙行。
- 2018年度（平成30年）より淡路島内地域密着型入学試験を新設し、地域の医療機関と連携し授業料を4年間免除し、淡路島内での医療従事者を育成する取り組みを行っている。

## 学部
- 看護学部
  - 看護学科

## 大学院
- 看護学研究科
  - 看護学専攻（修士課程）

## キャンパス
- 兵庫県淡路市志筑1456-4
  - 移転した兵庫県立津名高等学校の跡地にあり、淡路島初の4年制大学である。
  - 医療法人順心会グループと淡路市との公私協力方式のもと開学。

## 周辺
- 津名港
- PLANT淡路店
- イオン淡路店
- 上新電機（ジョーシン津名店）
- 関西リハビリテーション専門学校
- 兵庫県立津名高等学校